# Поляки (Шабалинский район)
 Поляки  — опустевшая деревня в Шабалинском районе Кировской области. Входит в состав Гостовского сельского поселения.

## География
Расположена на расстоянии примерно 34 км по прямой на северо-запад от райцентра поселка Ленинского.

## История
Известна с 1873 года как починок При речках Песчанке и Чёрной (Поляки), в котором дворов 11 и жителей 61, в 1905 29 и 239, в 1926 (деревня Поляки или Красовская, при реч. Песчанке и Чёрной) 46 и 263, в 1950 50 и 169, в 1989 9 жителей.

## Население
Постоянное население не было учтено как в 2002 году, так и в 2010.